# Mindre trädklättrare
Mindre trädklättrare (Xiphorhynchus fuscus) är en fågel i familjen ugnsfåglar inom ordningen tättingar.

## Utseende
Mindre trädklättrare är som namnet avslöjar en liten trädklättrare, med slank kropp och en tunn, något böjd näbb. Den rostbruna kroppen är täckt av droppformade fläckar på bröst, huvud och rygg. Ljus ögonring, ljust ögonbrynsstreck och även ljus strupe ger huvudet ett rätt blekt intryck. 

## Utbredning och systematik
Mindre trädklättrare delas numera vanligen in i tre underarter med följande utbredning:
- Xiphorhynchus fuscus pintoi – förekommer i östra Brasilien i västra Bahia
- Xiphorhynchus fuscus tenuirostris – förekommer i kustnära östra Brasilien
- Xiphorhynchus fuscus fuscus – förekommer från sydöstra Brasilien till östra Paraguay och nordöstra Argentina

Cearáträdklättrare (Xiphorhynchus atlanticus) behandlades fram tills nyligen som underart till mindre trädklättrare och vissa gör det fortfarande.

## Levnadssätt
Mindre trädklättrare hittas i en rad olika typer av skogsmiljöer. Den slår regelbundet följe med kringvandrande artblandade flockar.

## Status och hot
Arten har ett stort utbredningsområde, men tros minska i antal, dock inte tillräckligt kraftigt för att den ska betraktas som hotad. Internationella naturvårdsunionen IUCN listar arten som livskraftig (LC).